# Осетинские пироги
Осети́нские пиро́ги (осет. чъиритæ / къеретæ, ед. ч. чъири / къере) — традиционное блюдо осетинской кухни в виде плоских пирогов с различными видами несладких начинок (исключение — «детский» пирог со сладкой начинкой из вишни). Имеет круглую форму диаметром 30—40 см и толщину в 2 см. В традиционной культуре осетин пироги с основным видом начинок являются культовым блюдом, имея определённое ритуальное значение (имеется специальный вариант пирога треугольной формы с начинкой из молодого осетинского рассольного сыра (осет. ирон. æртæдзыхон / осет. дигор. сæфсæг — букв. «треугольный»)).
Хорошо сделанным в Осетии считается пирог с тонким слоем теста и обильной (хотя и не выпирающей наружу) начинкой. Пирог с толстым слоем теста считается признаком неопытности хозяйки.
История осетинских пирогов прослеживается в устном народном творчестве осетин, в особенности, в национальных вариантах нартовских сказаний. Традиционная осетинская кухня складывалась на протяжении последних тысячелетий, как под влиянием кочевого образа жизни древних предков осетин — скифов, сарматов и аланов, так и в условиях хозяйствования в горных условиях (начиная с эпохи раннего Средневековья).

## Виды пирогов
В зависимости от начинки осетинский пирог имеет различные названия. Бо́льшая часть названий состоит из слова, обозначающего начинку, и суффикса, указывающего «на содержание чего-либо или обладание чем-либо» (осет. -джын / -гун).
Некоторые виды осетинских пирогов:

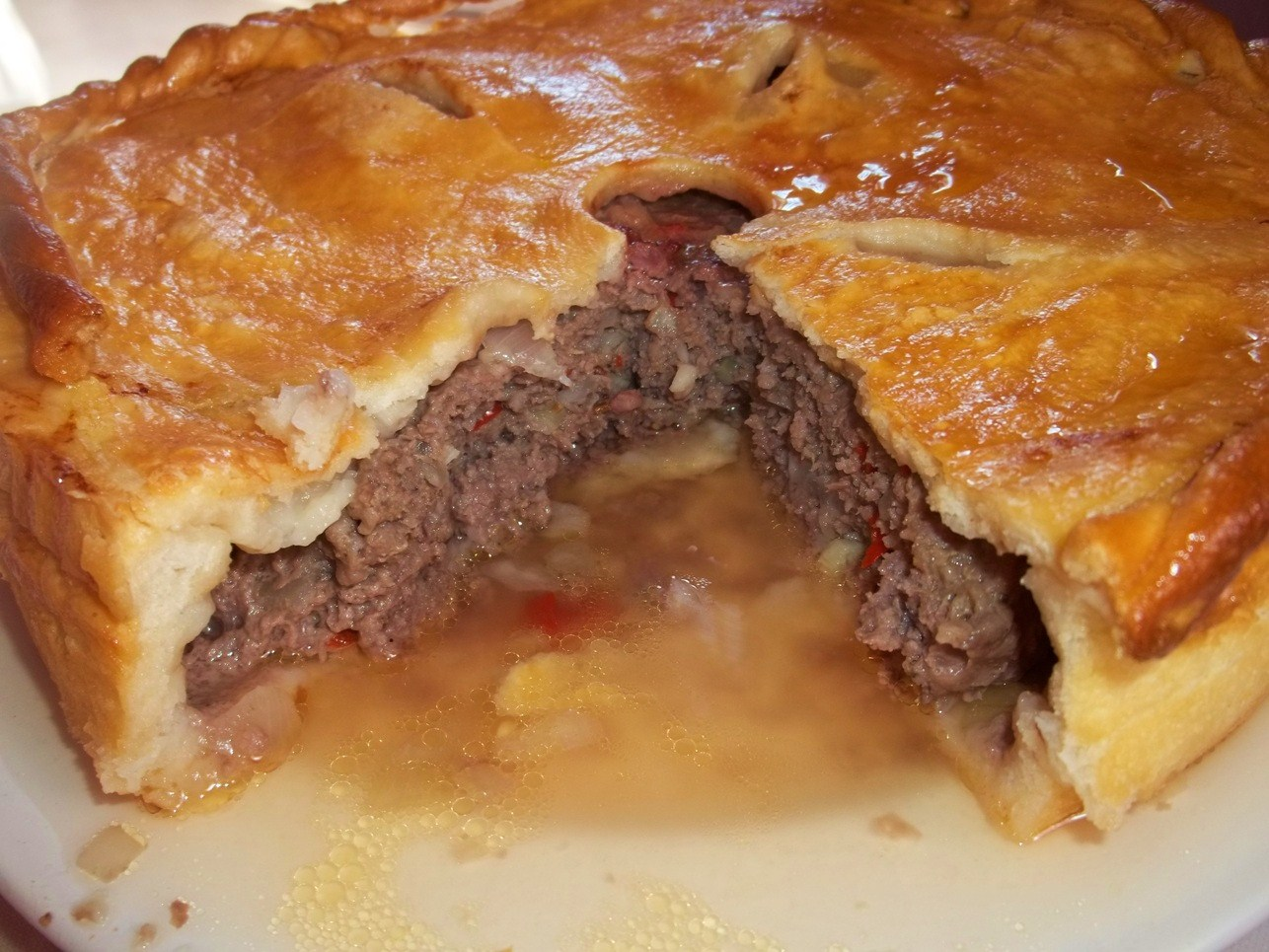
Разрезанный фидджин

- Уали́бах, хаби́зджин или Ахци́н, Ци́хтгун (осет. уæлибæх, хæбизджын / æхцин, цихтгун) — пирог круглой формы с молодым осетинским сыром,
- Карто́фджин, Карто́фгун (осет. картофджын / картофгун) — пирог с картофелем и осетинским сыром,
- Цахара́джин, Дзахара́гун (осет. цæхæраджын / дзæхæрагун) — пирог со свекольной ботвой и осетинским сыром,
- Фиджи́н, Фи́дгун (осет. фыдджын / фидгун) — пирог с рубленой говядиной или бараниной,
- Кабу́скаджин, Кабу́скагун  (осет. къабускаджын / Къабускагун) — пироги с измельчённой капустой и осетинским сыром,
- Кади́нзджин, Гадзи́ндзгун (осет. хъæдындзджын / гъæдзиндзгун) — пирог с зелёным луком и  осетинским сыром,
- Даво́нджин, Дабо́нгун (осет. давонджын / дабонгун) — пироги с листьями черемши и осетинским сыром,
- Каду́рджин, Кадо́ргун (осет. хъæдурджын / хъæдоргун) — пирог с фасолью,
- На́сджин, На́сгун (осет. насджын / насгун) — пироги с измельчённой тыквой,
- Ба́лджин, Ба́лигун (осет. балджын / балигун) — пирог с вишней,
- Арта́дзихон, Са́фсаг (осет. æртæдзыхон / сæфсæг[прим. 1]) — ритуальный пирог треугольной формы с осетинским сыром.

Большинство современных видов пирогов могли употребляться осетинами с древних времён, однако это не может относиться к пирогу с картофелем, т. к. эта культура начала массово культивироваться в горах Кавказа только в XIX веке, куда проникла из Центральной России вместе со своим названием (изначально — немецким).

## Ритуальное значение
С осетинским пирогом связан обряд три пирога (осет. æртæ чъирийы), совершаемый в большие религиозные, национальные или фамильные праздники. На стол подаются три пирога, которые по одной версии символизируют Бога, солнце (небо) и землю. На траурной трапезе отсутствует один пирог, который символизирует солнце, так как над усопшим не будет солнца.

## Калорийность
В 1 кг настоящего и правильно приготовленного осетинского пирога 300 г теста и 700 г начинки.
В таблице ниже приведена калорийность ингредиентов в осетинском пироге:
| Ингредиент                        | Ккал на 100 г |
| --------------------------------- | ------------- |
| Постное дрожжевое тесто           | 274           |
| Сдобное дрожжевое тесто           | 266           |
| Сыр                               | 200—250       |
| Капуста                           | 28            |
| Фасоль                            | 330           |
| Говядина                          | 194           |
| Баранина                          | 220           |
| Растительное масло (подсолнечное) | 884           |

## В современной городской культуре
Помимо кафе и ресторанов, осетинские пироги получили широкое распространение как сытная еда по доставке — в качестве альтернативы доставке пиццы или даже вместе с пиццей в меню одной пекарни. Пекарни с доставкой осетинских пирогов распространены не только в Осетии, но также и в различных городах России, Украины, других стран. Они давно переросли этап обслуживания местной осетинской диаспоры и рассчитаны на широкого потребителя — это выражается, в частности, в экспериментах с начинками ради расширения ассортимента.
Популяризация продуктового наименования «осетинские пироги», которым обозначаются различные виды кулинарной продукции, вызывает неоднозначную реакцию в Осетии. В частности, существует инициатива по включению осетинских пирогов (и связанного с ними комплекса традиций) в список объектов нематериального наследия ЮНЕСКО от России.